# Myrgräsfjäril
Myrgräsfjäril (Oeneis norna) är en fjärilsart som beskrevs av Carl Peter Thunberg 1791. Myrgräsfjäril ingår i släktet Oeneis och familjen praktfjärilar. Enligt den finländska rödlistan är arten nära hotad i Finland. Arten är reproducerande i Sverige. Artens livsmiljö är fjällhedar. Inga underarter finns listade i Catalogue of Life.